# Nút dây

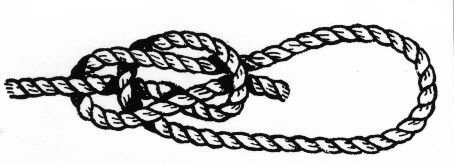
Một loại nút thắt dùng dây thừng, gọi là nút ghế đơn.

Nút dây (knot) thường gọi là nút thắt là một phần của một cấu trúc hình sợi dài được quấn lại thành núm, cục,... dùng để buộc, thắt, bện, đan, treo,... hoặc trang trí. Mỗi nút có thể gồm có chỉ một đoạn quấn vào chính nó hay quấn vào một vật hoặc một sợi khác. Trong lý thuyết nút thắt (Knot theory), thì một nút thắt là một đường cong kín ở bất kỳ trạng thái nào trong không gian ba chiều.

## Khái quát
Có vô số các loại nút dây khác nhau và mỗi nút dây có những đặc tính riêng và thích hợp cho một phạm vi công dụng nào đó. Một số nút dây rất thích hợp để buộc vào các vật đặc biệt như dây thừng khác, cọc, vòng khoen (ring). Những nút dây khác được tạo ra để buộc chặt quanh một vật. Các nút dây trang trí thường là các nút dây được thắt vào chính chúng để tạo ra một hình thể hấp dẫn nào đó. Chọn đúng nút dây cho một công việc đang làm là một trong những khía cạnh cơ bản nhất trong việc sử dụng nút dây thành thạo.

## Học cách thắt nút dây
Một số sách, trang web, video, và các nguồn tài liệu khác sẵn có cho những ai thích thú học cách thắt các nút dây là một điều minh chứng đến giá trị của chúng đối với loài người. Trong lúc có một số người có khả năng bẩm sinh nhìn vào hình vẽ và thắt các nút dây theo các hình minh hoạ, những người khác thì cần có giai đoạn ban đầu học cách thắt nút dây qua sự hướng dẫn của những người đã từng biết các nút dây trước đó. Kỹ năng thắt nút dây thường là được truyền thụ từ những thủy thủ, hướng đạo sinh, người leo núi, người thám hiểm hang động, chuyên gia trồng cây, nhân viên cứu hộ, người đánh bắt cá, và các nhà phẫu thuật. Sau khi đã thành thạo một vài nút dây cơ bản, những hình vẽ và hình chụp sẽ trở nên dễ nhìn hơn để theo đó mà tiếp tục công việc học thắt các nút dây khác. Học cách thắt nút dây đòi hỏi cần có kiên nhẫn và sự thực hành.

## Ứng dụng
Nút dây rất cần thiết trong sinh hoạt hàng ngày ở nhà, vui chơi giải trí, nghiệp vụ, và công nghệ. Thậm chí những hoạt động đơn giản như chở một tải trọng nào đó từ tiệm bán đồ sắt về nhà có thể gây ra tai họa nếu thắt một nút dây vụng về. Những tài xế xe tải cần buộc ghì một tải trọng xuống có thể sử dụng nút xe tải để đạt được lợi thế cơ học. Nút dây có thể cứu được những người khám phá hang động khỏi bị sơ ý chôn vùi dưới hàng triệu tấn đất đá. Bất cứ hoạt động gì, thí dụ như đi thuyền buồm trên mặt nước hoặc leo núi trên một vách đá, việc học các nút dây đã được thử nghiệm trước khi thực hiện các hoạt động nguy hiểm này sẽ làm tăng được độ bảo vệ an toàn cá nhân. Ngoài sự an toàn, các nút dây thích hợp cũng giúp tránh phải bắt buộc cắt dây.

## Một số nút dây tiêu biểu

Nút thuyền chài
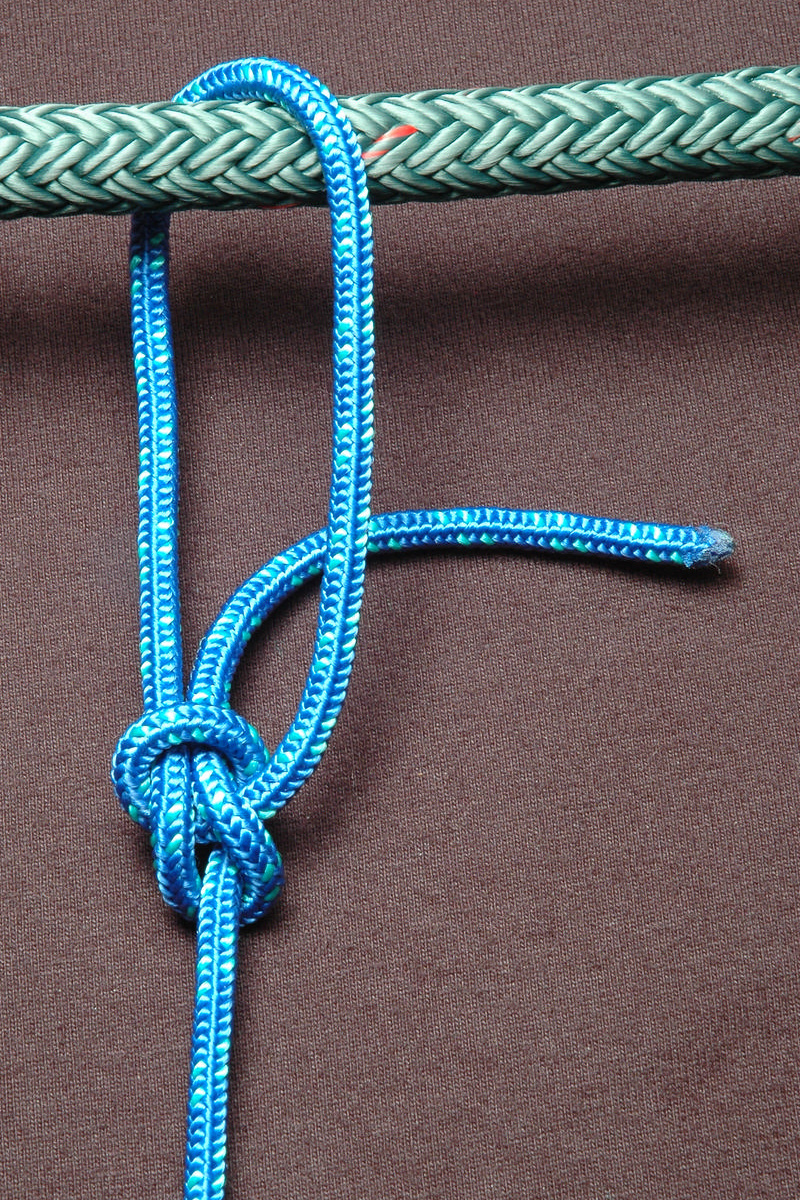
Nút ghế đơn
Nút dẹt
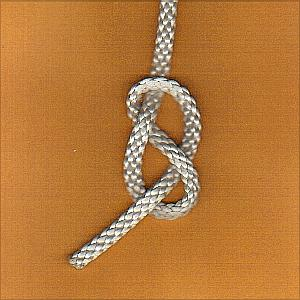
Nút số 8
Nút nối dây câu
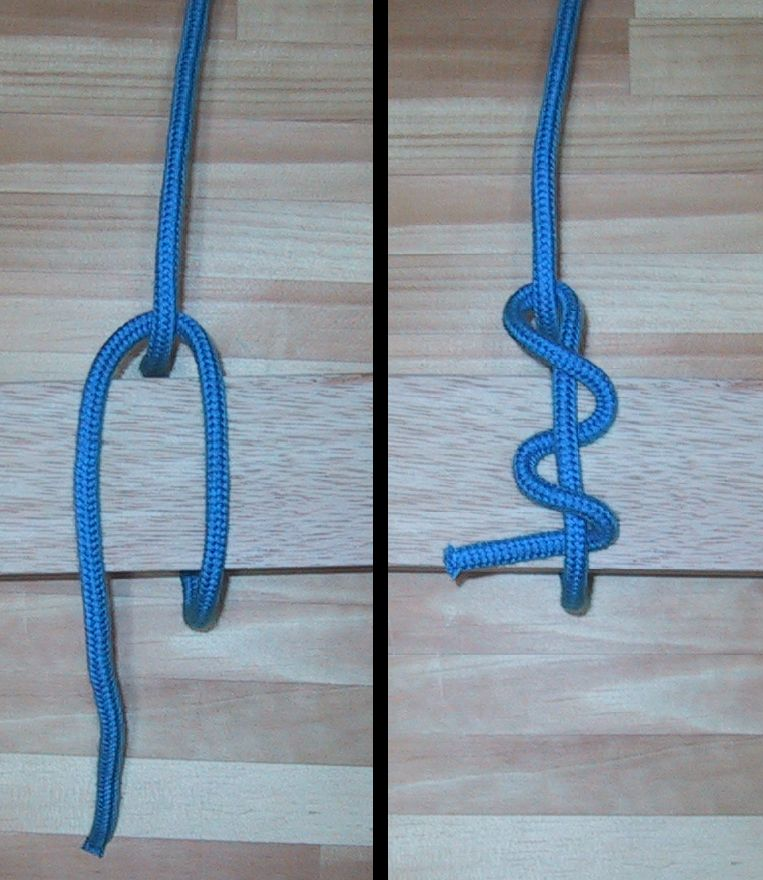
Nút kéo gỗ
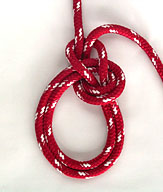
Nút ghế kép
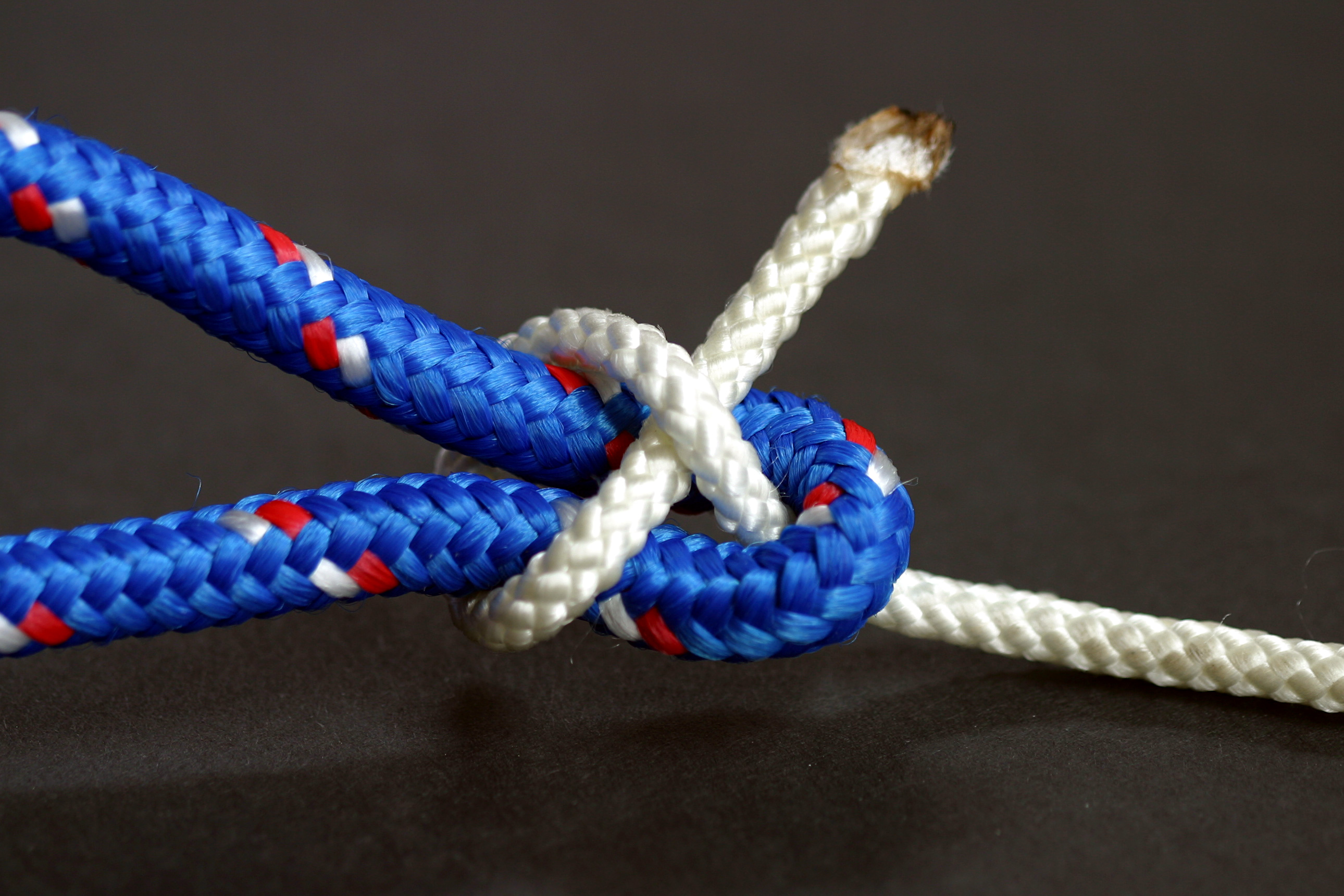
Nút thợ dệt